# Pitcairnia tillandsioides
Pitcairnia tillandsioides är en gräsväxtart som beskrevs av Lyman Bradford Smith. Pitcairnia tillandsioides ingår i släktet Pitcairnia och familjen Bromeliaceae. Inga underarter finns listade i Catalogue of Life.